# Franco Armani
Franco Armani (n. 16 octombrie 1986, Casilda⁠(d), Provincia Santa Fe, Argentina) este un fotbalist care în prezent joacă în Argentine Primera División la River Plate și la echipa națională a Argentinei.